# Bolbaite
Bolbaite è un comune spagnolo di 1 447 abitanti situato nella comunità autonoma Valenciana.